# Liste des ponts de Bordeaux
La métropole de Bordeaux possède huit ponts qui traversent la Garonne ; du nord au sud : le pont d'Aquitaine, le pont Jacques-Chaban-Delmas, le pont de pierre, le pont Saint-Jean, le pont ferroviaire, la passerelle Eiffel (désaffectée), le pont Simone-Veil et le pont François-Mitterrand (hors commune mais dans la métropole).

## Ponts sur la Garonne
| Nom                                                                              | Image | Date de mise en service | Détails          |
| Pont de pierre (anciennement pont Napoléon ou pont Louis XVIII)                  |       | 1822                    | Pont en pierre   |
| Passerelle Eiffel (ou passerelle Saint-Jean)                                     |       | 1860                    | Pont métallique  |
| Pont Saint-Jean                                                                  |       | 1965                    | Pont à poutres   |
| Pont d'Aquitaine                                                                 |       | 1967                    | Pont suspendu    |
| Pont François-Mitterrand (anciennement pont d'Arcins)                            |       | 1993                    | Pont routier     |
| Pont ferroviaire (ou pont Garonne)                                               |       | 2008                    | Pont ferroviaire |
| Pont Jacques-Chaban-Delmas (anciennement Pont Bacalan-Bastide ou Pont « Ba-Ba ») |       | 2012                    | Pont levant      |
| Pont Simone-Veil                                                                 |       | 2024                    | Pont à poutres   |

## Ponts au-dessus des bassins à flots
| Nom                                                                    | Image | Date de mise en service | Détails        |
| Nouveau Pont du Pertuis (voir l'ancien dans la section Ponts détruits) |       | 2007                    | Pont basculant |
| Pont Tournant des Écluses (Quai Armand Lalande)                        |       | 1947                    | Pont tournant  |
| Pont Tournant des Écluses (Quai de Bacalan)                            |       | 2009                    | Pont tournant  |

## Ponts au-dessus de voies ferrées
| Nom                  | Image | Date de mise en service                       | Détails         |
| Pont en U            |       | Entre 1890 et 1905                            | Pont métallique |
| Pont du Guit         |       | 1956-1957 - Partiellement reconstruit en 2017 |                 |
| Pont-tramway du Guit |       | 2006                                          | Pont à poutres  |
| Pont de la Palombe   |       | 2022                                          | Pont métallique |
| Pont de Cauderès     |       |                                               |                 |
| Pont Bouthier        |       | 1891                                          | Pont métallique |

## Ponts au-dessus d'un axe routier
| Nom                                        | Image | Date de mise en service | Détails        |
| Pont de Bordeaux-Lac sur la rocade         |       |                         | Pont à poutres |
| Pont-tramway de Bordeaux-Lac sur la rocade |       | 2014                    | Pont à poutres |
| Pont de l'Avenue de Nontraste              |       |                         | Pont à poutres |
| Autopont de Latule                         |       | 1972                    | Autopont       |
| Pont Saint-Émilion                         |       | 1968                    | Pont à poutres |
| Pont du Boulevard Joliot-Curie             |       | 1968                    | Pont à poutres |

## Passerelles piétonnes urbaines
| Nom                                                                    | Image | Date de mise en service | Détails |
| Passerelle de la Promenade Sainte-Catherine (Rue Margaux)              |       | 2015                    |         |
| Passerelle de la Promenade Sainte-Catherine (Impasse Sainte-Catherine) |       | 2015                    |         |
| Passerelle de la Promenade Sainte-Catherine (Entrée Guiraude)          |       | 2015                    |         |

## Pont jamais achevé
| Nom                           | Image | Date de construction | Date de destruction | Détails           |
| Pont transbordeur de Bordeaux |       | 1910                 | 1942                | Pont transbordeur |

## Ponts détruits
| Nom | Image | Date de mise en service | Date de destruction | Détails        |
| Ancien pont du Pertuis à Bacalan (voir le nouveau dans la section Ponts au-dessus des bassins à flots) |       | 1912                    | 2007                | Pont tournant  |
| Pont de Cracovie                                                                                       |       | 15 avril 1967           | 2006                | Pont à poutres |